# Hae Hae Te Moana (rivière)

La rivière Hae Hae Te Moana  (en anglais : Hae Hae Te Moana River) est un cours d’eau situé dans la région de Canterbury dans l’Île du Sud de la Nouvelle-Zélande.

## Géographie
Elle prend son origine dans la chaîne des ‘Four Peaks Range’ dans les  Alpes du Sud , avec une branche nord et une branche sud, qui fusionnent au nord de la ville de Pleasant Valley. La  rivière court vers le sud-est pour rejoindre la rivière Waihi près de la ville de Winchester .
Les deux rivières combinées sont appelées la rivière Temuka, qui s’écoule au-delà de la ville de Temuka pour rejoindre le fleuve Opihi peu de temps avant qu’il ne se déverse dans l’anse de Canterbury Bight .